# Søren Frederiksen
Pour les articles homonymes, voir Frederiksen.
Søren Frederiksen (né le 27 janvier 1972 à Frederikshavn) est un ancien joueur et aujourd'hui entraîneur de football danois.

## Biographie
Frederiksen commence sa carrière chez les jeunes du Frederikshavn FF, avant de rejoindre Viborg FF en 1989. Il connaît le succès immédiat, et devient le meilleur buteur du championnat danois en 1993–1994 avec 18 buts en 32 matchs. Il part ensuite au Silkeborg IF, et aide le club à remporter le championnat en 1994. Il retourne à Viborg la saison suivante. Il part ensuite dans l'équipe rivale du AaB Ålborg, avec qui il gagne le championnat en 1999. En 2001, il retourne à Viborg. À partir 2003, il souffre d'une blessure au tendon d'Achille et arrête sa carrière en 2005. Après sa retraite, son ancien numéro à Viborg FF, le 22, est retiré.
Il devient ensuite entraîneur et prend les rênes du Skive IK puis devient assistant de l'entraîneur de son ancien club de Viborg FF. Lorsque Hans Eklund quitte le poste en avril 2009, Frederiksen en devient l'entraîneur avant d'y redevenir l'assistant après une saison, cette fois-ci de Lars Søndergaard.